# Xhevdet Doda
Xhevdet Doda (serb. Џевдет Дода/Dževdet Doda, ur. 1906 w Prizrenie, zm. 1945 w obozie koncentracyjnym w Mauthausen) – kosowski polityk, bohater narodowy Jugosławii.

## Życiorys
Uczestniczył w konferencji w Bujanie (30 grudnia 1943 – 2 lutego 1944), gdzie postanowiono, że Albańczycy mieszkający w Kosowie powinni zjednoczyć się z jugosłowiańskimi partyzantami.
Zmarł w 1945 roku w obozie koncentracyjnym w Mauthausen.

## Odznaczenia i tytuły
Otrzymał pośmiertnie tytuł Bohatera Ludu (Hero i Popullit) oraz jugosłowiański Order Bohatera Narodowego.
W 1973 roku pośmiertnie otrzymał tytuł bohatera narodowego Jugosławii.